# Rio Stång
Stång ou Stong (Stångån;  PRONÚNCIA) é um rio do sul da Suécia, com 202 quilômetros de extensão, que nasce na província da Östergötland, corre pela província da Småland, e regressa à Östergötland, para finalmente desaguar no lago Roxen.

## Curso
O rio nasce no extremo sul da Östergötland, no lago Möckeln. Flui ao sul, pela Småland, invertendo sua direção perto de Storebro. Passa perto de Vimmerby e atravessa os lagos Krön e Juttern. De volta à Östergötland, passa pelos lagos Åsunden, Jernlunden, Grande Rängen e Erlongen. Chegado à Planície da Gotalândia Oriental, atravessa a cidade de Linköping, e acaba desaguando no lago Roxen, que por sua vez continua ao rio Motala. Na total, a bacia tem 2 440 quilômetros quadrados. É navegável entre Åsunden e Roxen pelo Canal de Kinda.

## Etimologia e uso
O topônimo Stångån deriva quiçá das palavras nórdicas stång (linha de demarcação) e ån (rio), significando "rio demarcador das duas margens - Västanstång (Stång ocidental) e Östanstång (Stång oriental)". Foi citado como Stangaa aa, em 1399.

## História
Na segunda metade do século XIX, mais precisamente até os anos 1880, uma empresa de Edsvalla, em Värmland, detinha a posse das fazendas de Pequena Lodhult e Hökhult, que serviam para extração de madeira. Os troncos eram escoados Stångån abaixo em direção a Horn. A disponibilidade de florestas deve ter sido boa e teve grande demanda, a ponto da empresa avaliar a operação como lucrativa.